# Sangparakit
Sangparakit (latin: Psephotus haematonotus) er en papegøje, der lever i det østlige Australien (bortset fra det nordlige Queensland).